# ناحیه دره جهلم
ناحیه دره جهلم (به انگلیسی: Jhelum Valley District) یک ناحیه در پاکستان است. ناحیه دره جهلم ۲۳۰٬۵۲۹ نفر جمعیت دارد.